# Friedrich von Germar

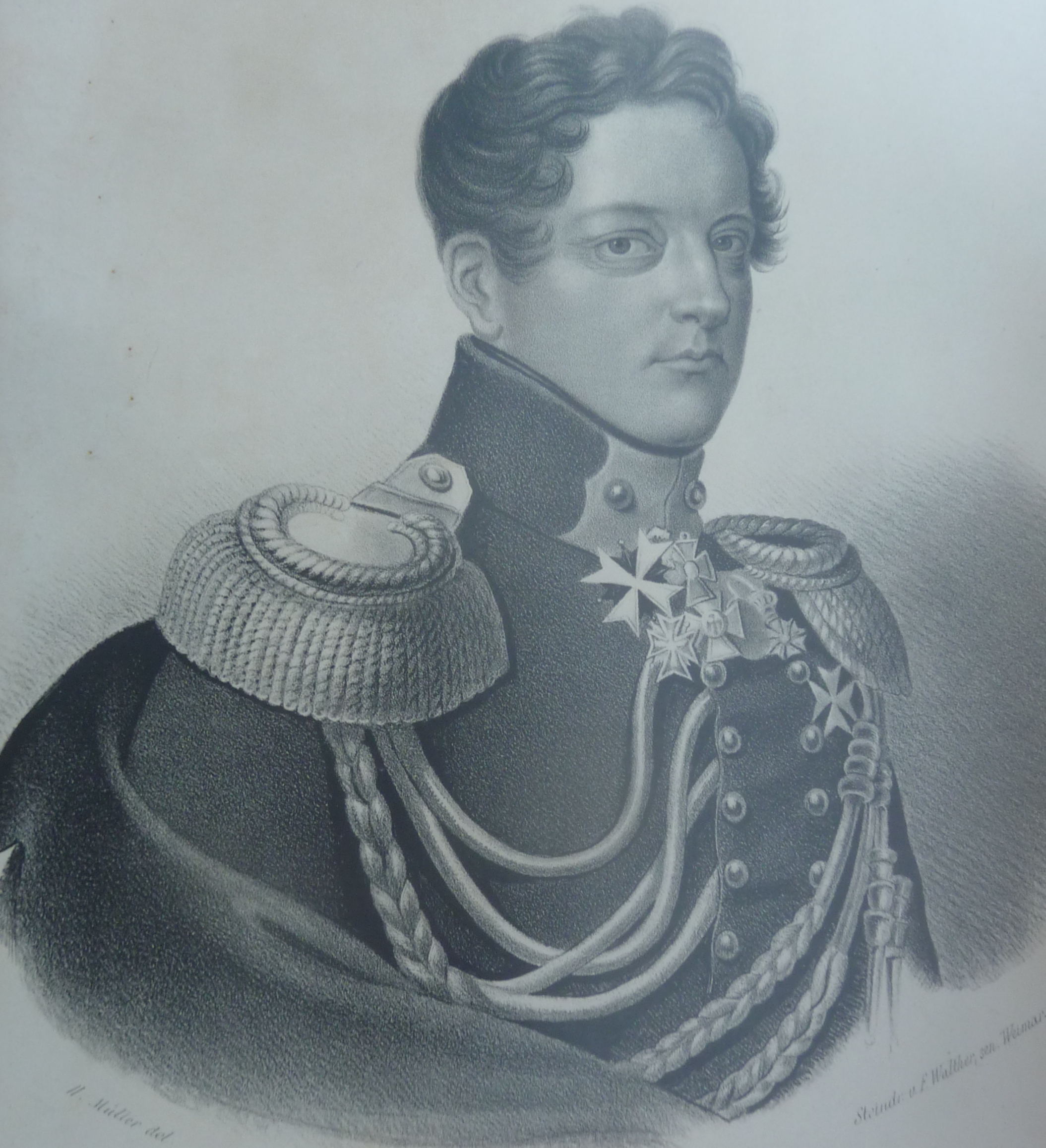
Friedrich von Germar

Friedrich Ludwig August von Germar (* 6. Mai 1787 in Eisenach; † 21. November 1842 in Weimar) war ein großherzoglich sächsisch-weimarischer Oberst, Kammerherr und persönlicher Adjutant des Großherzogs Karl August von Sachsen-Weimar.

## Leben
Er gehörte dem thüringischen reichsritterlichen Adelsgeschlecht von Germar an mit dem Stammvater Heinrich von Germar (1567–1638), (II. Linie, 2. Ast) auf Gorsleben und der Martha von Bendeleben (1578–1635) aus Kannawurf. Sein Vater war Friedrich Ludwig von Germar (1742–1805), seine Mutter Luise Dorothea Christiana von Bardeleben (1754–1807).
„In seinen Armen starb am 14. Juni 1828 der Großherzog Karl August von Weimar, dem Weimar den Höhepunkt seiner Blütezeit, die sogenannte Genieperiode, verdankt. In Graditz, dem preussischen königlichen Gestüt, bei einer Rückreise von Berlin war es, als am Abend den edlen Fürsten der Schlag rührte und er am Fenster stehend in die Arme seines getreuen Adjutanten Friedrich von Germar sank. Friedrich war u. a. auch ein Freund Goethes, der ihn hoch schätzte.“

## Familie
Friedrich vermählte sich am 16. April 1816 mit Julie Weber (1789–1854), der Tochter eines Weimarer Hofpredigers. Sie hatten einen Sohn, Julius (1817–1859), verheiratet mit Ottilie Schumann, deren Tochter Melanie (1852–1938) wiederum die letzte Vertreterin dieser genealogischen Linie war. Und sie hatten eine Tochter, Helene (1821–1890). Die Weimarer Malerin und Grafikerin Hedwig von Germar (1854–1931) war ebenso eine Enkelin des Friedrich von Germar, jüngste der drei Töchter seines Sohnes.